# Grayingham
Grayingham – wieś w Anglii, w hrabstwie Lincolnshire. Leży 25 km na północ od Lincoln i 218 km na północ od Londynu.